# Straat Cabot
De Straat Cabot (Engels: Cabot Strait, Frans: Détroit de Cabot) is een zeestraat in het uiterste oosten van Canada. De zeestraat is de grootste verbinding tussen de Saint Lawrencebaai en de Atlantische Oceaan. 
De Straat Cabot scheidt het zuidoosten van Newfoundland van het noordelijke deel van Cape Bretoneiland (Nova Scotia). De ongeveer 40 km lange zeestraat is op z'n smalst tussen Cape North en Cape Ray (105 km).